# Indalecio Prieto
Indalecio Prieto Tuero (ur. 30 kwietnia 1883 w Oviedo, zm. 11 lutego 1962 w mieście Meksyk) – hiszpański polityk socjalistyczny i dziennikarz. Był przewodniczącym PSOE – Hiszpańskiej Socjalistycznej Partii Robotniczej i ministrem wielu resortów: Ministerstwa Finansów, Ministerstwa Prac Publicznych, Ministerstwa Marynarki i Lotnictwa oraz Ministerstwa Obrony Narodowej.

## Dzieciństwo
Kiedy zmarł jego ojciec, przeprowadził się razem z matką i dwoma braćmi do Bilbao, gdzie uczył się w protestanckim centrum religijnym. Już jako nastolatek rozpoczął pracę jako stenograf w gazecie codziennej La Voz de Vizcaya („Głos Vizcayi”). Niedługo potem został redaktorem konkurencyjnego dziennika El Liberal („Liberał”), którego później stał się dyrektorem i właścicielem. Jego upodobania polityczne skierowały go w stronę socjalizmu i już jako młodzieniec wstąpił w szeregi PSOE, gdzie szybko wyróżnił się, jako świetny mówca.

## Kariera polityczna

### Początki
W czasie pierwszej dekady XX wieku, Prieto stał się wyróżniającym się przedstawicielem socjalizmu w Kraju Basków. Zajmował różne stanowiska: Radny Zarządu Miejskiego w Bilbao i Magistratu Prowincjonalnego, gdzie wykazywał duży talent i inicjatywę. W 1918.r został wybrany na Posła do Parlamentu przez elektorat Bilbao.

### Przewodniczący PSOE

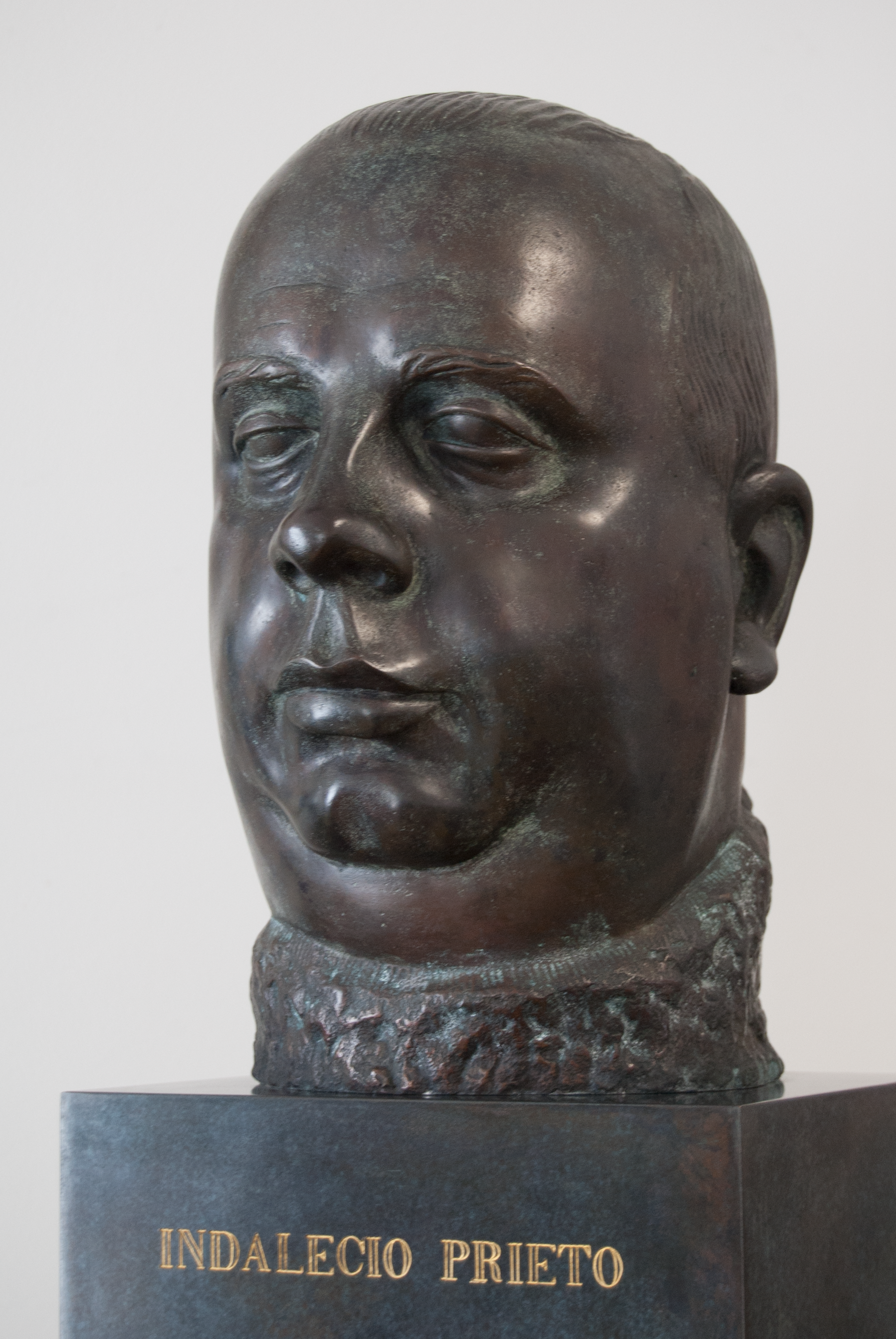
Pomnik Indalecio Prieto (Juan Cristóbal, 1926)

Sława Prieto jako członka parlamentu rosła równocześnie ze zwiększeniem jego wpływów w partii, poprzez wstąpienie do Zarządu PSOE. Był przeciwny wstąpieniu do Międzynarodówki Komunistycznej, po wycofaniu się jego obrońców, w 1921 został wybrany na Członka Rady Komisji Zarządu na nadzwyczajnym zebraniu. 13 września 1923 doszło do zamachu stanu gen. Primo de Rivera w Barcelonie. Prieto przeciwstawił się dyktaturze Primo de Rivera i był redaktorem Manifestu Zarządu partii PSOE, który stanął na drodze zamachowi. 
W sierpniu 1930 Prieto podpisał osobiście Pakt z San Sebastian, będąc członkiem komitetu rewolucyjnego i aktywnym spiskowcem przeciwko Monarchii. Strajk zakończył się niepowodzeniem, a sam Idalecio musiał opuścić Hiszpanię i szukać schronienia we Francji.

### Druga Republika Hiszpańska
Po proklamacji Drugiej Republiki powrócił do Hiszpanii i jako reprezentant PSOE, wstąpił do Tymczasowego Rządu pod przewodnictwem Niceto Alcala-Zamory. Został mianowany przez szefa rządu – Manuela Azañę – na Ministra Finansów (kwiecień – grudzień 1931), a potem na Ministra Prac Publicznych (do września 1933).

### Rewolucja 1934
Kryzys z września 1933 spowodował odejście socjalistów z rządu. W listopadzie 1933 odbyły się wybory, w których zwyciężyło ugrupowanie centro-prawicowe. Sprowokowało to socjalistów do przygotowania powstania w październiku 1934. Po jego upadku, Prieto musiał ponownie uciekać do Francji, gdzie kontynuował działania mające na celu stworzenie nowej koalicji, ostatecznie utworzonej pod nazwą Frente Popular (Front Ludowy).

### Wojna domowa
Zwycięstwo w wyborach w lutym 1936 koalicji socjalistycznej, pozwoliło powrócić politykowi do ojczyzny. Po wybuchu wojny we wrześniu 1936 i upadku Talavery de la Reina, Largo Caballero (oponent Prieto), został premierem, Prieto został mianowany na Ministra Marynarki i Lotnictwa. W maju 1937 wraz z komunistycznymi ministrami przyczynił się do odwołania Largo Caballero. 
Przewodnictwo kolejnego (XXV) republikańskiego rządu objął Juan Negrín i desygnował Prieto na ministra obrony narodowej (17 maja 1937 – 5 kwietnia 1938). Stosunki między Negrinem a Prieto pogarszały się wraz z postępem wojny domowej. Podczas przemianowywania XXVI rządu republikańskiego, Negrín pozbawił Prieto stanowiska w Ministerstwie Obrony Narodowej. Ten odmówił objęcia innych funkcji i wyjechał do Chile, jako reprezentant Republiki, aby uczestniczyć tam w ceremonii objęcia władzy przez nowego prezydenta.

## Wygnanie
W 1938 Prieto wyjechał do Meksyku. Po zakończeniu wojny domowej, w 1939 utworzył Związek Pomocy Wypędzonym Republikanom, który miał na celu zarządzać źródłami pomocy dla wypędzonych zwolenników republiki i któremu on sam przewodniczył oraz Hiszpański Związek Wyzwolenia. W 1945 wstąpił do Rządu Republikańskiego na Wygnaniu. Tym niemniej, umocnienie reżimu gen. Francisco Franco, przeszkodziło w realizacji jego projektów i skłoniło go do wycofania się ze stanowiska w zarządzie w listopadzie 1950.
Od tego czasu, aż do śmierci, poświęcił się dziennikarstwu i pisaniu jego najsłynniejszych dzieł, między innymi: Palabras al viento (1942), Discursos en América (1944) Entresijos de la guerra de España (1953), Yo y Moscú (1955).